# Bev Bevan
Beverley Bevan ou Bev Bevan (Birmingham, 25 de novembro de 1944), é um músico inglês de rock. Foi o baterista e um dos membros originais de The Move e Electric Light Orchestra. Bevan foi convocado como baterista do Black Sabbath, na turnê do álbum Born Again e como percussionista do álbum The Eternal Idol.

## Biografia
Bev Bevan nasceu em Sparkhill, Birmingham, Inglaterra. Foi educação em Moseley Grammar School, ele trabalhou como estagiário de um comprador em um centro loja de departamentos chamada The Beehive com o amigo de escola Jasper Carrott. Sua carreira profissional na música começou com uma restrição com Denny Laine do seu grupo Denny Laine and the Diplomats, depois com Carl Wayne e os Vikings, seguido por The Move em 1966. Depois, Bevan, Jeff Lynne e Roy Wood formaram a Electric Light Orchestra, lançaram seu primeiro álbum em 1971 intitulado "The Electric Light Orchestra" ou "No Answer", altura em que The Move existia apenas como um equipamento de gravação. Eles lançaram seu último single, "California Man" em 1972.
Bevan tem uma frequência cantando com voz grossa e profunda. Embora com The Move ele cantou somente para duas faixas: "Zing! Went the Strings of My Heart" e "Ben Crawley Steel Company".
Em 1980, Bevan publicou uma biografia da Electric Light Orchestra. Ele também fez seu primeiro single solo em 1976, uma versão cover da instrumental de Sandy Nelson, "Let There Be Drums".
Em 1983, ele substituiu Bill Ward do Black Sabbath. Bevan também apareceu em dois vídeos musicais ("Trashed" e "Zero the Hero").
Após a morte de Carl Wayne , em 2004, ele formou uma nova banda, Bev Bevan Move, com Phil Tree e ex-ELO Part II, Phil Bates e Lockwood Neil, para desempenhar um conjunto composto principalmente de músicas do The Move em turnê. Bates deixou em julho de 2007 para re-entrar ELO Part II, depois renomeado para Orquestra.
Bevan atualmente apresenta um programa de rádio na BBC Radio West Midlands nas tardes de domingo. Ele também analisa os registros de Midlands' Sunday Mercury e tem um blog em seu site.
Bevan tocou em todos os álbuns da Electric Light Orchestra e ELO Part II (à excepção de Zoom, de 2001 , que marcou o retorno de Jeff Lynne para gravar sob o nome ELO, com apenas Richard Tandy presente da banda anterior).

## Vida pessoal
Bevan mora na zona rural de Warwickshire com sua esposa, Valerie, e seu filho, Adrian. Ele é um adepto do Wolverhampton Wanderers FC